# 2172 Plavsk
2172 Plavsk eller 1973 QA2 är en asteroid i huvudbältet som upptäcktes den 31 augusti 1973 av den ryska astronomen Tamara Smirnova vid Krims astrofysiska observatorium på Krim. Den har fått sitt namn efter den ryska staden Plavsk.